# Oddmund Suul
Oddmund Suul, född 14 mars 1914 i Verdal, Nordre Trondhjems amt, död 17 januari 1977, var en norsk arkitekt.
Suul blev student 1934 och utexaminerades från Norges tekniske høgskole 1939. Han var regleringsassistent hos professor Sverre Pedersen 1939–1940, anställd hos Brente steders regulering 1940, souschef vid huvudkontoret i Oslo 1943–1946 och stadsplanechef i Trondheim från 1946. 
Suul var vice ordförande i Trondheims stadsplaneråd, byggnadsråd och skönhetsråd 1947–1965, medlem av generalplanenämnden för Trondheim och Strinda 1948–1954, undervisade vid Norges tekniske høgskole 1947–1949 och var censor 1949–1970. Han var stiftare av och förste ordförande i Verdal historielag, styrelsemedlem i Trondhjem Historiske Forening från 1956, ordförande i Det Kongelige Norske Videnskabers Selskabs museumsforening och medlem av museets direktion, vice ordförande i Trondhjems Kunstforening från 1971 och medlem av Bygdeboknemnda for Verdal. Han vann 1949 arkitekttävling om Trondheims katedralskolas utbyggnad. Han övertog släktgården Sulstua i Verdal 1968.